# Семёновка (Марксовский район)
Семёновка — село в  Марксовском муниципальном районе Саратовской области, входящее в состав Зоркинского муниципального образования.

## Население
| 2002 | 2010 |
| ---- | ---- |
| 565  | ↘509 |

## Инфраструктура
Сейчас в селе имеется: 
- основная общеобразовательная школа (обучаются  12 учеников);
- детский сад (находящийся в здании школы);
- ФАП;
- дом культуры;
- сельская библиотека;
- продуктовые магазины.